# 桑原甲子雄
桑原 甲子雄（くわばら きねお、1913年〈大正2年〉12月9日 - 2007年〈平成19年〉12月10日）は、日本の写真家、写真評論家、編集者。

## 生涯
東京府東京市下谷車坂町（現東京都台東区東上野）に生まれる。濱谷浩とは幼なじみ。1926年に東京市立第二中学校（現都立上野高校）入学。1931年の卒業後、体をこわし進学を断念。家業の質屋を手伝うが商売が厭わしく、同じ町内に住んでいた濱谷の影響もあって、中古のベスト・ポケット・コダックを手に入れ写真を撮りはじめる。1934年にはライカI（C）型をフォーディス距離計付きで父親に200円で買ってもらい、アマチュア写真家として活発に活動を始め、1934年のうちに浅沼商会発行の写真雑誌『写真新報』主催、シュミット商会協賛のライカ作品公募コンクール第2回の特賞を獲得している。
主として上野、浅草など東京の下町を撮影し『アサヒカメラ』、『フォトタイムス』、『カメラアート』などの写真雑誌で多くの入選を果たした。1936年の成績が第1位だったため1937年に『カメラアート』の第1回推薦作家となり、2月号が特集『桑原甲子雄推薦号』となった。この時木村伊兵衛が『桑原甲子雄論』を書いている。1930年代を代表するアマチュア写真家として『フォトタイムス』などにエッセイを寄せるが、アマチュアであることに徹する。このころ、盲腸炎で療養中に濱谷より金丸重嶺の『新興写真の作り方』（1931年）を贈られ、新興写真の動向に興味をもつ。またこの頃、石津良介の組織した「中国写真家集団」の山崎治雄、植田正治、野村秋良、緑川洋一らと広島、東京にて交流。
1938年にはライカIIIとズマール50mmF2を自分の金530円で購入した。
1940年には南満州鉄道の主催する「八写真雑誌推薦満洲撮影隊」に参加し、満州を撮影。帰国後「満州撮影隊現地報告展（東京日本橋白木屋）」に出展。1943年には在郷軍人会の依頼で出征軍人の留守家族を撮影。1944年、外務省の外郭団体である太平洋通信社（PNP）に写真部員として数か月勤め、初めてプロの写真家として仕事をした。
戦後は一転してアルス『カメラ』の編集長に就任して長く勤め、月例写真の選者に土門拳と木村伊兵衛を起用した。当時プロとアマチュアの社会的隔たりは大きく、これは桑原の行なった斬新な変革のひとつだった。土門のリアリズム運動の拠点となり、東松照明、川田喜久治、福島菊次郎らが投稿した。これ以降『サンケイカメラ』、『カメラ芸術』などいくつもの写真雑誌の編集長を歴任し、写真作品の制作よりも新人育成や写真評論に重点をおいた活動を行う。荒木経惟はそこから育っていった一人である。
戦後の使用カメラはライカM3にエルマーを装着していたことが知られている。1960年代末頃から、桑原が撮った戦前の作品が再評価され始め、何冊もの写真集が出版された。2007年12月10日に老衰のため死去。94歳没。

## 家族
- 父・桑原龍吉（1884-1964） ‐ 下谷区車坂町の質屋「ヤマキ」経営[5][6]。神田の旅館の子に生まれ、12歳で当時の有名質店「佐野屋」に奉公、同店が関東大震災で焼失したのち、焼け跡に自身の店を開き、戦後株式会社化した[7]。
- 母・こと(1889年生) ‐ 正岡容の元乳母で、幼い正岡をかわいがり、正岡はことが見せてくれた草双紙や読本、錦絵によって江戸への憧れが芽生えたと書いている。嫁入りも正岡家から嫁いだ。[5][8]
- 弟・桑原淡常（1922年生） ‐ 大蔵省印刷局紙料研究所長。名古屋大学応用化学科卒。[6][9][10]

## 主要展覧会
- ラヴ・ユー・トーキョー（荒木経惟との2人展）／世田谷美術館／1993年7月17日 - 9月5日
- 桑原甲子雄写真展 東京・昭和モダン／東京ステーションギャラリー／1995年11月3日 - 1996年1月15日
- 桑原甲子雄写真展 ライカと東京／東京都写真美術館／2001年6月19日 - 9月2日

## 著書・写真集
- 『満州 昭和十五年——桑原甲子雄写真集』（晶文社、1974年）
- 『東京 昭和十一年——桑原甲子雄写真集』（晶文社、1974年）
- 児玉隆也『一銭五厘たちの横丁』（写真担当、晶文社、1976年／岩波現代文庫、2000年） ISBN 4006030126
- 『私の写真史』（晶文社、1976年）
- 『夢の町——桑原甲子雄東京写真集』（晶文社、1977年）
- 『東京長日——桑原甲子雄写真集』（朝日ソノラマ・ソノラマ写真選書、1978年）
- 『東京 1934〜1993』（新潮社・フォトミュゼ、1995年） ISBN 4106024136
- 『日本の写真家 19 桑原甲子雄』（岩波書店、1998年） ISBN 4000083597
- クラシックカメラ専科——カメラレビュー（No.60特別号）『桑原甲子雄——ライカと東京』（朝日ソノラマ、ソノラマMOOK、2001年） ISBN 4257130369
2001年、写真美術館における写真展「ライカと東京」図録
- 『東京下町1930』（河出書房新社、2006年） ISBN 430926929X
- 『私的昭和史　桑原甲子雄写真集』（上下、毎日新聞出版、2013年）、伊藤愼一・平嶋彰彦編
- 『物語昭和写真史』（月曜社、2020年） ISBN 4865031065